# 2nd TOUR 2022 「As you know?」 TOUR FINAL at 東京巨蛋 〜with YUUKA SUGAI Graduation Ceremony〜
《2nd TOUR 2022 「As you know?」 TOUR FINAL at 東京巨蛋 〜with YUUKA SUGAI Graduation Ceremony〜》是日本女子偶像組合櫻坂46在2022年11月8日和11月9日於東京都文京區後樂的東京巨蛋舉行的公演，於2023年8月2日以DVD和Blu-ray的形式發售，為櫻坂46第3部現場影像作品。

## 背景與發行
2022年8月5日，櫻坂46在YouTube直播中宣佈在11月8日和11月9日於東京巨蛋舉行公演，這是自櫸坂46時期約3年以來，作為櫻坂46則是首次於東京巨蛋舉行公演。8月22日，櫻坂46隊長菅井友香宣佈畢業，其最後舞台為東京巨蛋公演。11月8日公演首日，菅井友香宣佈隊長由松田奈接任。翌日，櫻坂46在安可時段自2022年10月的櫸坂46 THE LAST LIVE以來，時隔兩年首次演唱不協和音。11月30日，以此公演為題材的雜誌《BUBKA》開始發售。
2023年6月23日，櫻坂46宣佈推出公演的DVD和Blu-ray，分為通常盤和完全生產限定盤，總共四個版本，收錄內容以11月9日的公演為主，完全生產限定盤則另外收錄11月8日的安可曲以及幕後紀錄片「Behind the scenes of 2nd TOUR 2022 "As you know?"」。7月7日，公開各版本的封面。

## 榜單成績
在Oricon公信榜，公演DVD和Blu-ray分別以5000張和1.9萬銷量取得週榜第1名，這是櫻坂46首次在DVD週榜和Blu-ray週榜取得第1名，由於同時取得DVD和Blu-ray週榜第1名，因此首次同時在三榜中取得第1名。

## 外部連結
- . 櫻坂46.   [2024-01-08]. （原始内容存档于2023-08-02） （日语）.
- YouTube上的（日語）
- YouTube上的（日語）
- YouTube上的（日語）